# Royal Eagle
Royal Eagle é um filme policial britânico de 1936, dirigido por George A. Cooper, estrelado por John Garrick, Nancy Burne, Felix Aylmer e Edmund Willard. Arnold Ridley escreveu o roteiro.

## Elenco
- John Garrick - Jim Hornby
- Nancy Burne - Sally Marshall
- Felix Aylmer - Windridge
- Edmund Willard - Burnock
- Lawrence Anderson - Vale
- Hugh E. Wright - Albert Marshall
- Muriel Aked - Miss Mimm
- Fred Groves - Sam Waldock
- Betty Shale - Senhora Marshall